# Frodoald
Frodoald fou comte de Vannes de vers el 799 al 813.
Era germà del widònida Guiu de Nantes, comte o prefecte de la Marca de Bretanya, que probablement li devia delegar el poder al comtat. Va morir el 813 i el va succeir el seu fill conegut com a Guiu II de Vannes, ja que Guiu de Nantes hauria estat el primer Guiu de Vannes.